# Заозёрный (Кемеровская область)
Заозёрный — посёлок в Юргинском районе Кемеровской области. Входит в состав Проскоковского сельского поселения.

## История
В 1967 г. указом президиума ВС РСФСР поселок фермы № 2 совхоза «Лебяжье» переименован в Заозёрный.

## География
Уличная сеть
Центральный пер., Школьный пер., ул. Александровская, ул. Лесная, ул. Молодежная, ул. Новая, ул. Солнечная, ул. Центральная

## Население
| 2010 |
| ---- |
| 532  |